# Paterna del Campo
Paterna del Campo ist eine spanische Stadt in der Provinz Huelva in der Autonomen Region Andalusien. 2024 hatte die Gemeinde 3.412 Einwohner. Sie befindet sich in der Comarca El Condado.

## Geografie
Die Gemeinde grenzt an die Gemeinden Berrocal, Escacena del Campo, Manzanilla, Niebla, La Palma del Condado, Valverde del Camino, Villalba del Alcor und Zalamea la Real.

## Geschichte
Der Ort wurde erstmals ca. 1500 bis 1400 v. Chr. besiedelt. In der Römerzeit hieß der Ort Ituci und in der Zeit von Al-Andalus hieß er Talyata. 1291 wurde dem Ort durch Sancho IV. der Titel einer Kleinstadt verliehen. 1821 wurde er nach der Abschaffung der Feudalherrschaft eine eigene Gemeinde.

## Sehenswürdigkeiten
- Iglesia de San Bartolomé
- Capilla de Santa Ruz de la Victoria
- Capilla de la Santísima Cruz de Abajo
- Aquädukt von Itálica